# Tô (département)
Pour les articles homonymes, voir Tô.
Cet article concerne le département et la commune rurale. Pour le village chef-lieu, voir Tô (Burkina Faso).
Tô est un département et une commune urbaine de la province de la Sissili, situé dans la région du Centre-Ouest au Burkina Faso.

## Géographie

### Démographie
- En 2003 le département comptait 45 179 habitants estimés[2].
- En 2006 le département comptait 47 666 habitants recensés[3].
- En 2019 le département comptait 64 000 habitants recensés[1].

## Administration
- Maire: Bougnain Azara (MPP)

### Villages
Le département et la commune rurale de Tô est administrativement composé de vingt-six villages, dont le village chef-lieu homonyme (données de population consolidées en 2012, issues du recensement général de la population de 2006) :
- Bagoun (ou Gagoun) (1 594 habitants)
- Bagounsia (1 234 habitants)
- Beuné (1 755 habitants)
- Boun (1 007 habitants)
- Diona (1 070 habitants)
- Go (1 352 habitants)
- Gori (1 207 habitants)
- Kadakouna (844 habitants)
- Kanduyo (937 habitants)
- Korabou (1 389 habitants)
- Kouri (685 habitants)
- Ly (1 840 habitants)
- Métio (2 498 habitants)
- Nabon (1 647 habitants)
- Namandala (896 habitants)
- Poin (2 022 habitants)
- Sagalo (1 799 habitants)
- Sapo (1 144 habitants)
- Tabou (2 704 habitants)
- Tiano (797 habitants)
- Tiao (1 461 habitants)
- Tiessourou (2 250 habitants)
- Tô (9 874 habitants), chef-lieu
- Tuai (1 771 habitants)
- Vara (1 696 habitants)
- Vatao (643 habitants)